# Avenue B
Avenue B es un álbum de estudio del músico estadounidense Iggy Pop, publicado el 14 de septiembre de 1999 por Virgin Records y producido por Don Was. Fue grabado un vídeo musical para la canción «Corruption». La imagen de carátula fue tomada por el fotógrafo canadiense Jeff Wall.

## Lista de canciones
Todas compuestas por Iggy Pop, excepto donde se indique.
1. «No Shit» – 1:21
2. «Nazi Girlfriend» – 2:57
3. «Avenue B» – 5:19
4. «Miss Argentina» – 4:14
5. «Afraid to Get Close» – 0:59
6. «Shakin' All Over» (Johnny Kidd) – 4:35
7. «Long Distance» – 4:56
8. «Corruption» (Hal Cragin, Whitey Kirst, Pop) – 4:23
9. «She Called Me Daddy» – 1:52
10. «I Felt the Luxury» (William Martin, John Medeski, Pop, Chris Wood) – 6:30
11. «Español» (Whitey Kirst, Pop) – 4:10
12. «Motorcycle» – 2:42
13. «Facade» – 5:28